# Elecciones presidenciales de Ruanda de 2017
Las elecciones presidenciales de Ruanda se llevaron a cabo el 4 de agosto de 2017, siendo las terceras desde el Genocidio de Ruanda. El presidente Paul Kagame resultó reelecto con el 98.8% de los votos.

## Antecedentes
Un referéndum realizado en 2015 aprobó enmiendas constitucionales que permiten al actual presidente Paul Kagame postularse para un tercer mandato en 2017, además de acortar los mandatos presidenciales de siete a cinco años, aunque este último cambio no entraría en vigor hasta 2024.

## Candidatos
Kagame anunció que se postulará para un tercer mandato en un mensaje televisado para marcar el inicio de 2016, diciendo: "Ustedes me pidieron que dirigiera el país nuevamente después de 2017. Dada la importancia y consideración que ustedes atribuyen a esto, sólo puedo aceptar. No creo que lo que necesitamos sea un líder eterno".
En febrero de 2017, Phillipe Mpayimana anunció su candidatura como candidato independiente. Experiodista y autor, vivía fuera de Ruanda desde 1994 y había trabajado con organizaciones humanitarias.
El líder del Partido Verde Democrático de Ruanda, Frank Habineza, también anunció su candidatura.

## Resultados
| Candidato                          | Partido                            | Votos     | %     |
| ---------------------------------- | ---------------------------------- | --------- | ----- |
| Paul Kagame                        | Frente Patriótico Ruandés          | 6.675.472 | 98,80 |
| Phillipe Mpayimana                 | Independiente                      | 49.031    | 0,73  |
| Frank Habineza                     | Partido Verde Democrático          | 32.701    | 0,47  |
| Votos en blanco/anulados           | Votos en blanco/anulados           | 12.310    | –     |
| Total                              | Total                              | 6.769.514 | 100   |
| Votantes registrados/participación | Votantes registrados/participación | 6.897.076 | 98,15 |
| Fuente: NEC Rwanda (Twitter)       |                                    |           |       |